# Cedrillas (kommunhuvudort)
Cedrillas är en kommunhuvudort i Spanien.   Den ligger i provinsen Provincia de Teruel och regionen Aragonien, i den östra delen av landet, 240 km öster om huvudstaden Madrid. Cedrillas ligger 1 359 meter över havet och antalet invånare är 515.
Terrängen runt Cedrillas är kuperad åt sydväst, men åt nordost är den platt.Runt Cedrillas är det mycket glesbefolkat, med 2 invånare per kvadratkilometer. Närmaste större samhälle är Alfambra, 19,6 km nordväst om Cedrillas. 